# Rio San Martino
Rio San Martino (Rio San Martin /ˈrio san marˈtin/ in veneto o, più semplicemente, Rio o, ancora, San Martin) è una frazione del comune di Scorzè, da cui dista circa 1 km.

## Storia
Le notizie storiche attorno a Rio San Martino sono assai poche, a testimonianza della scarsa rilevanza dell'abitato. Probabile l'origine romana, visto che il centro del paese sorge presso l'incrocio tra un cardo e di un decumano della centuriazione altinate. I toponimi delle località Gallese e Sermazza (oggi Capitellon) potrebbero richiamare a due insediamenti barbarici, rispettivamente di Galli e Sarmati.
Rio San Martino viene citata nel 1152  nella bolla papale di Papa Eugenio III, come piccola cappella dipendente dalla pieve di Zero.
Durante la Serenissima, la villa di Rio San Martino fu suddivisa in cinque colmelli (Rio San Martin Galese, Rio San Martin di Sopra, Rio San Martin di Mezo, Rio San Martin Sarmazza, Rio San Martin Chiesa), ricadenti nella Mestrina di Sopra, quartiere della podesteria di Treviso.

## Monumenti e luoghi d'interesse

### Chiesa parrocchiale
Anticamente cappella della pieve di Zero, a partire dal 1560 risulta avere un proprio rettore, D. Vettor da Pozzo che testimonia l'istituzione della parrocchia.
L'attuale edificio, dedicato appunto a S. Martino, vescovo di Tours, fu consacrato il 20 aprile 1512. Restaurato nel 1761, fu notevolmente modificato nel 1958 in seguito a lavori di ampliamento. All'interno è conservata la pala San Martino e il povero attribuita a Sante Peranda, mentre l'affresco del soffitto (Apoteosi di San Martino), e quello sopra l'ingresso (Davide che suona l'arpa dinanzi a Saul), furono commissionati nel 1811 a Giovanni Carlo Bevilacqua. Dello stesso autore sono altre opere andate perdute: la tela Madonna del Rosario tra San Vincenzo e San Domenico e gli affreschi La Fede, la Speranza e la Carità e il Sacrificio di Abramo. Gli affreschi del presbiterio sono del prof. Soligo (1950-1952). L'organo, di Domenico Malvestio, costruito all'inizio del Novecento, proviene dalla chiesa arcipretale di Noale.
Il campanile è del 1846-1856.

### Villa Corniani (scomparsa)
Non lontano dal centro si trovava l'importante complesso di villa Corniani, andato però distrutto da un incendio il 15 marzo 1901. Nel 1935 fu demolita anche la cappellina, ultimo elemento superstite.
I Fedeli-Corniani, rilevante famiglia veneziana, avevano possedimenti in Terraferma sin dal Cinquecento, sparsi tra Rio San Martino, Sant'Alberto, Monfumo, Carmignano di Brenta e l'Istria.
Difficile ricostruire l'aspetto del complesso. In una mappa catastale del 1841 è riconoscibile il corpo centrale circondato da un giardino all'italiana e con un oratorio privato. Probabilmente non era troppo dissimile da un'altra villa della famiglia che si trova a Monfumo.
A ricordo dell'edificio è stato innalzato il monumento di Claudio Zampini (1999), posto sulla piazzetta che funge da luogo di ritrovo per gli abitanti del nuovo quartiere "Villaggio Corniani".

## Cultura

### Feste, sagre e eventi
- Festa del radicchio: dalla seconda alla quarta settimana di novembre.[6]